# Lövöldi karthauzi kolostor
A lövöldi karthauzi kolostor Városlőd mellett működött több mint kétszáz évig, mint a legjelentősebb magyar karthauzi monostor. Másik neve Paradicsomvölgy, latinul: Vallis Paradisii. A kolostor védőszentje Szent Mihály.

## Története
1342 és 1364 között, feltehetőleg 1346-ban Nagy Lajos király alapította az erdővel borított Szent Mihály-völgyben, s később is a főnemesség jóindulata kísérte. Támogatói közt találjuk Kinizsi Pált, Szilágyi Erzsébetet és Mátyás királyt is. Ez a monostor a menedékszirtinél is jelentősebbé nőtt, gazdagságára jellemző, hogy egy 1409-es oklevél megemlíti piacát, hetivásárát, és Lövöld, mai nevén Városlőd mezővárosi jogát. A kolostor birtokai Pannonhalmával, Pécsváraddal, Péterváraddal tették egy nagyságrendűvé Lövöldöt. Birtokairól a többi karthauzi magyar kolostoréinál többet tudunk. Veszprém, Somogy, Zala és Sopron vármegyékben elterülő birtokaik, falvaik, különösen a somogyiak, számos pereskedés kiváltói voltak, de a befolyó jövedelmek sok lehetőséget adtak jótékonykodásra, például a környékbeli szegények, illetve a tárkányi kolostor irányában. 1462-ben a lövöldi kolostor házat is örökölt Óbudán.
A királyi kegyeltség okán a lövöldi szerzetesek elvonult életük mellett is folyamatosan kapcsolatban álltak a legfelső egyházi és világi körökkel. Bár általában a magyar karthauziak kimagasló regulahűségről tettek tanúságot, az elvonultságot egy alkalommal nem sikerült megőrizniük, amikor 1387-ben részt vett a meggyilkolt Erzsébet anyakirályné temetésén néhány lövöldi karthauzi. Őrájuk a generális káptalan vezeklést rótt ki.
A lövöldi perjelnek egyébként számos alkalommal kellett királyi, illetve pápai utasításra megbízásos alapon időlegesen tisztségeket betölteni. 1398. október 1-én például  IX. Bonifác pápa György boszniai püspök zalavári kommendátorságba való beiktatásával az aquileiai pátriárka és a bécsi skót apát mellett a lövöldi perjelt bízta meg. 1400. november 12-én a csornai premontrei prépostság javainak és jogainak védelmére a győri püspököt, a pilisi ciszterci apátot és a lövöldi perjelt szólította fel. 1410-ben a veszprémi székeskáptalan birtokperében is szerepet kapott Lövöld.
A rendi élet felügyeletét eredetileg a vizitátorok szavatolták, de szükség esetén gubernátort is kinevezhetett a generális káptalan egy kolostorba. Így például a gamingi perjel és tartományi vizitátor, Johannes de Mergentheim, az 1420-as években gubernátora volt Lövöldnek, miközben a pleterjei Szentháromság Trónusa titulusú karthauzi perjeli tisztét is betöltötte. Mindez arra világít rá, hogy volt bizonyos fluktuáció a monostorok között, s indokolt esetben, tipikusan elöljárói kinevezéskor, perjellé választáskor, átkerülhettek egyik házból a másikba karthauziak, sőt arra is, hogy hivatalhalmozás is előfordult náluk. Talán az sem véletlen, hogy a leggazdagabb magyar karthauzi kolostorban fordult elő ilyesmi, még ha tipikus javadalomhalmozásnak nem is nevezhetjük az esetet.
Kedves adalék Lövöld történetéhez a karthauzi generális káptalan 1449. február 17-én kelt döntése, mely szerint a lövöldiek adják vissza a gamingiaknak a kölcsönkért könyveket. „Priori domus Vallis Sancti Michaelis in Hungaria (…) restituat domui Beate Marie libros quos habet de eadem domo.”
A lövöldi monachus, Nagybányai Gábor, 1463-ban a menedékszirti monostor élére választatott, s ugyancsak lövöldi volt az egyik tárkányi perjel, Tamás is. Márton pedig először tárkányi, majd lövöldi, végül mauerbach-i perjel volt, s ott is halt meg 1487-ben.
Lövöld a magyar karthauziak menedéke és legerősebb bástyája volt. A husziták által
```
feldúlt 
szepességi
 kolostorok remetéi közül sokakat befogadott, maga csupán egyetlen alkalommal kellett harci cselekményt kiálljon, amikor 
1470
-ben 
Bódis Pál
 támadta meg.
```

Lövöldöt később, 1554-ben a törökök pusztították el, Oláh Miklós 1560-ban lakatlannak, elhagyatottnak írta le.

## A kolostor épülete
A kolostor jókora méretű volt, és a magyar kolostorépítészetben egyedülállóan önálló könyvtárépülettel rendelkezett.
Ma már nem látható anyagát beépítették a városlődi Szent Mihály-templomba.